# Сакуриани
Сакуриани (груз. საყურიანი, осет. Сохъуыртыхъæу) — село в Грузии, на территории Казбегского муниципалитета края (мхаре) Мцхета-Мтианети.

## География
Село находится в северо-восточной части Грузии, к северу от реки Белая Арагви, на расстоянии приблизительно 26 километров (по прямой) к юго-западу от посёлка городского типа Степанцминда, административного центра муниципалитета. Абсолютная высота — 1820 метров над уровнем моря.

## Население
По результатам официальной переписи населения 2014 года постоянное население в Сакуриани отсутствовало.
| Год  | Население, человек |
| ---- | ------------------ |
| 2002 | 4                  |
| 2014 | 0                  |